# Compsoleon bembicidis
Compsoleon bembicidis is een insect uit de familie van de mierenleeuwen (Myrmeleontidae), die tot de orde netvleugeligen (Neuroptera) behoort. 
Compsoleon bembicidis is voor het eerst wetenschappelijk beschreven door New in 1985.